# Лінник Михайло Васильович
Миха́йло Васи́льович Ли́нник (1910—1944) — Герой Радянського Союзу (1944).

## Життєпис
Народився 1 січня 1910 року в станиці Камишуватська (нині в Єйському районі Краснодарського краю РФ) у селянській родині. Українець. Жив у місті Маріуполь Донецької області, працював на заводі.
З 1941 року в РСЧА. У діючій армії на фронтах німецько-радянської війни від серпня 1942 року. Відзначився під час Курської битви та битви за Дніпро.
Командир вогневого взводу 276-го гвардійського стрілецького полку (92-га стрілецька дивізія, 37-а армія, Степовий фронт) гвардії старшина Линник під час Курської битви, будучи пораненим, разом із підносчиком снарядів підбив 4 танки.
При форсуванні Дніпра у ніч на 1 жовтня 1943 року під перехресним вогнем, у порядках піхоти, переправився на правий берег Дніпра переправивши на ветхих плотах і гармати. На правому березі разом з піхотою вступив у нерівний бій з переважаючими силами противника, підтриманими танками і гарматами Ferdinand. 7 атак гітлерівців були відбиті силами невеличкої батареї, що забезпечило переправу решти радянських підрозділів.
Загинув 29 квітня 1944 року при звільненні Румунії.

## Звання та нагороди
22 лютого 1944 року гвардії старшині М. В. Линнику присвоєно звання Героя Радянського Союзу. (рос.)
Також нагороджений:
- орденом Леніна
- орденом Слави ІІІ ступеня
- медаллю

## Вшанування пам'яті
В місті Тираспіль (Молдова) на меморіалі Слави М. В. Линнику встановлено обеліск.